# Rajbari Sadar
Pour les articles homonymes, voir Rajbari.
Rajbari Sadar est une upazila bangladaise située dans le district de Rajbari et ayant en 2011 une population de 331 631 habitants.